# Liste der Biografien/Blah
Liste der Biografien |
Portal Biografien |
Personensuche
# |
A |
B |
C |
D |
E |
F |
G |
H |
I |
J |
K |
L |
M |
N |
O |
P |
Q |
R |
S |
T |
U |
V |
W |
X |
Y |
Z |
?
 
Ba |
Be |
Bd |
Bg |
Bh |
Bi |
Bj |
Bl |
Bm |
Bn |
Bo |
Br |
Bs |
Bu |
Bw |
By |
Bz
 
Bla |
Ble |
Bli |
Blj |
Blk |
Bll |
Blo |
Blu |
Bly
 
Blaa |
Blab |
Blac |
Blad |
Blae |
Blaf |
Blag |
Blah |
Blai |
Blaj |
Blak |
Blal |
Blam |
Blan |
Blaq |
Blar |
Blas |
Blat |
Blau |
Blav |
Blaw |
Blax |
Blay |
Blaz
Die Liste der Biografien führt alle Personen auf, die in der deutschsprachigen Wikipedia einen Artikel haben. Dieses ist eine Teilliste mit 49 Einträgen von Personen, deren Namen mit den Buchstaben „Blah“ beginnt.

## Blah
- Blah, Moses (1947–2013), liberianischer Politiker, 23. Staatspräsident von Liberia

### Blaha
- Blaha Pfeiler, Barbara (* 1952), österreichische Linguistin
- Bláha, Adalbert (1892–1965), tschechischer Hochschullehrer
- Blaha, August (1888–1961), österreichischer Fußballspieler
- Blaha, Barbara (* 1983), österreichische Vorsitzende der Österreichischen Hochschülerinnen- und HochschülerschaftBarbara Blaha (* 1983)

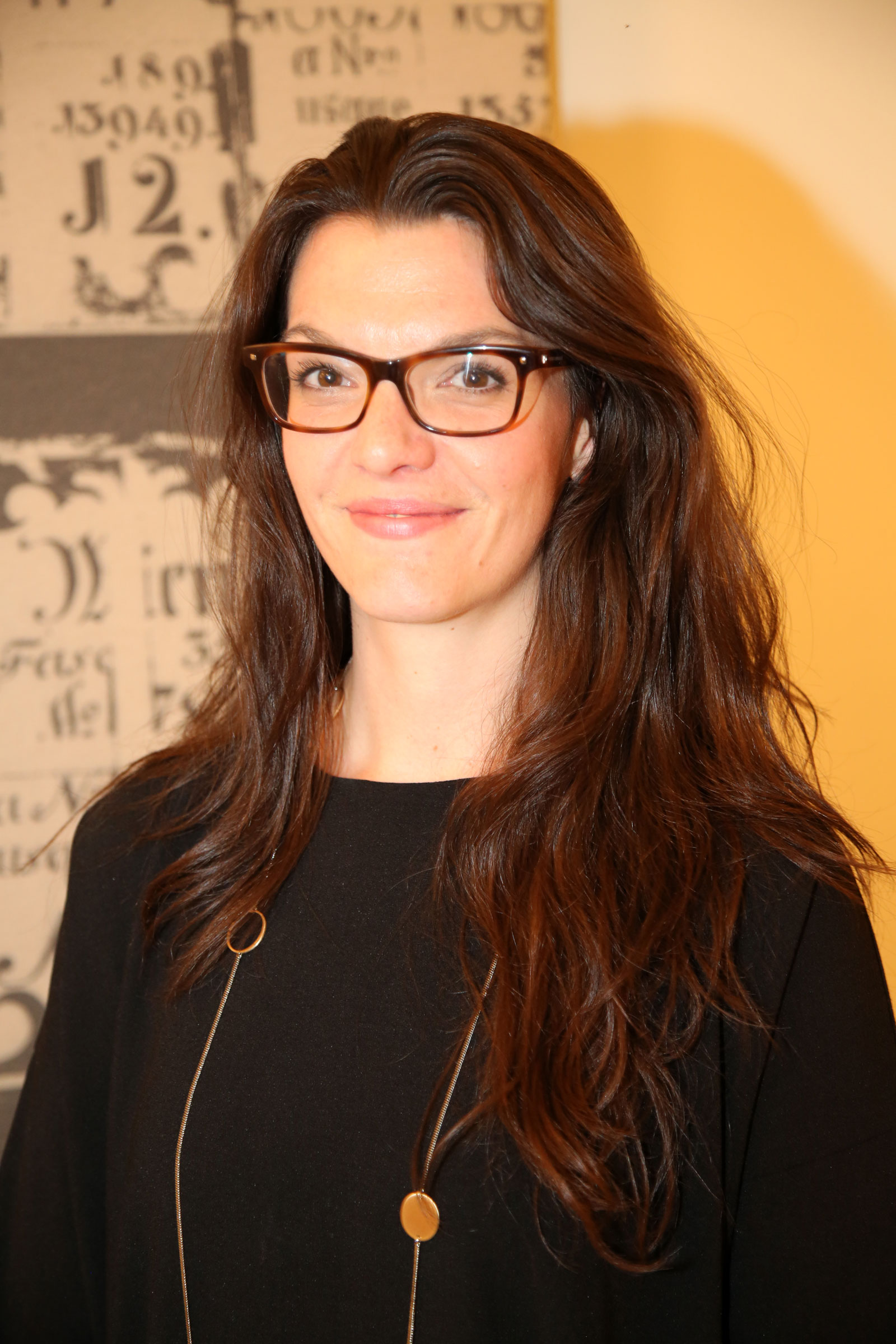
Barbara Blaha (* 1983)

- Blaha, Constantin (* 1987), österreichischer Wasserspringer
- Blaha, Dagmar (* 1952), deutsche Archivarin und Historikerin
- Bláha, František (1886–1945), tschechoslowakischer General und Widerstandskämpfer
- Blaha, Herbert (1918–2002), deutscher Thoraxchirurg und Lungenspezialist
- Bláha, Inocenc Arnošt (1879–1960), tschechischer Soziologe, Philosoph, Pädagoge
- Blaha, Jan (1938–2012), tschechischer Geistlicher, römisch-katholischer Geheimbischof in der Tschechoslowakei
- Bláha, Jaroslav (* 1952), tschechoslowakischer Radrennfahrer
- Blaha, John E. (* 1942), US-amerikanischer Astronaut
- Bláha, Josef (1924–1994), tschechischer Schauspieler
- Bláha, Karel (* 1975), tschechischer Sprinter
- Blaha, Lubomír (* 1978), tschechischer Fußballspieler
- Blaha, Lujza (1850–1926), ungarische Schauspielerin und Sängerin
- Blaha, Lukas (* 1988), österreichischer Handballspieler
- Blaha, Marián (1869–1943), slowakischer Geistlicher
- Bláha, Martin (* 1977), tschechischer Radrennfahrer
- Blaha, Matthias (* 1970), deutscher Geistlicher und Buchautor
- Blaha, Maxi (* 1972), österreichische Schauspielerin und Sängerin
- Blaha, Ottokar (1912–1997), österreichischer Philosoph
- Blaha, Paul (1925–2002), österreichischer Autor, Publizist, Direktor des Wiener Volkstheaters (1979–1987)
- Bláha, Richard (* 1973), tschechischer Komponist und Sound Designer
- Bláha, Václav (1901–1959), tschechischer Trompeter und Komponist
- Bláha, Vladislav (* 1957), tschechischer Gitarrist und Musikpädagoge
- Blaha, Walter (* 1946), deutscher Archivar
- Bláha, Zdeněk (1924–2023), tschechoslowakischer Eishockeyspieler und -trainer
- Bláha, Zdeněk (1925–1978), tschechischer Drehbuchautor
- Bláha, Zdeněk (* 1929), tschechischer Volksmusiker und Komponist
- Blaháček, Rudolf (* 1942), tschechischer Kameramann
- Blahak, Gerlinde (* 1942), deutsche Lehrerin, Künstlerin und Kunstpädagogin
- Blahak, Leopold (* 1905), deutsch-mährischer Bildhauer

### Blahe
- Blahetka, Leopoldine (1809–1885), österreichische Komponistin und Pianistin

### Blahn
- Blahnik, Joel (* 1938), US-amerikanischer Komponist und Lehrer
- Blahnik, Manolo (* 1942), spanischer Schuh-DesignerManolo Blahnik (* 1942)

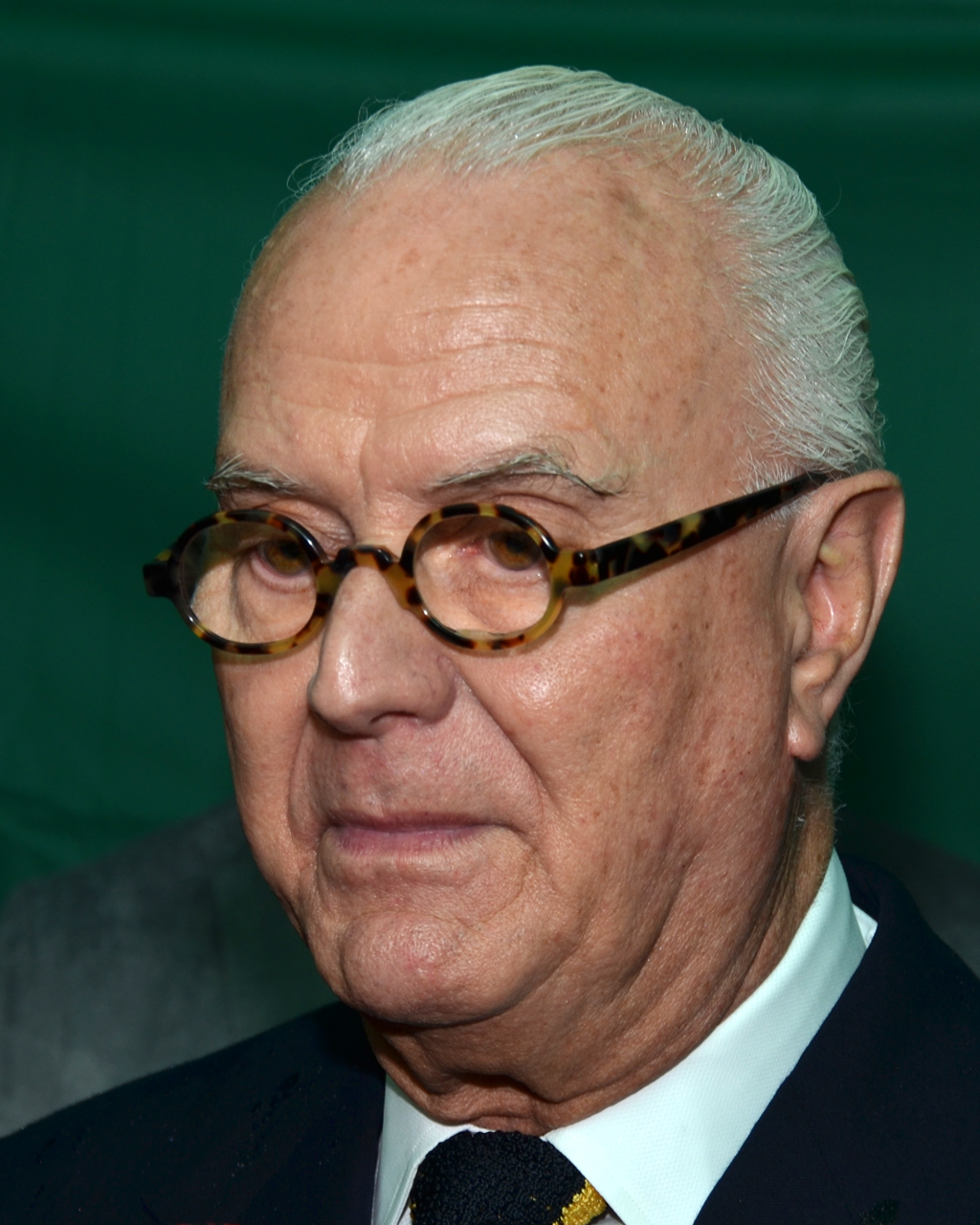
Manolo Blahnik (* 1942)

### Blaho
- Blaho, Karl (1910–1962), österreichischer Boxer
- Blahoj, Oleh (* 1979), ukrainischer Eishockeyspieler
- Blahoski, Alana (* 1974), US-amerikanische Eishockeyspielerin und -trainerin
- Blahoslav, Jan (1523–1571), Bischof der Böhmischen Brüder sowie Humanist, Schriftsteller und Lieddichter
- Blahovsky, Gottfried (* 1931), österreichischer Schauspieler

### Blahu
- Blahuschek, Gerd (* 1943), deutscher Schauspieler und Sprecher für Funk und Synchron
- Blahut, Radek (* 1973), tschechischer Radrennfahrer
- Blahut, Richard (* 1937), US-amerikanischer Informatiker

### Blahy
- Blahy, Irene (1888–1975), österreichische Textilkünstlerin und Fotografin
- Blahyi, Joshua Milton (* 1971), liberianischer Kriegsverbrecher im Exil, ehemaliger Warlord
- Blahyj, Roman (* 1987), ukrainischer Eishockeynationalspieler
- Blahynja, Julija (* 1990), ukrainische Ringerin